# جيمس مونك
جيمس مونك هو قاضي وسياسي أمريكي، ولد في 1745 في بوسطن في الولايات المتحدة، وتوفي في 18 نوفمبر 1826.